# Moenchia erecta
Moenchia erecta là loài thực vật có hoa thuộc họ Cẩm chướng. Loài này được (L.) P.Gaertn., B.Mey. & Scherb. mô tả khoa học đầu tiên năm 1799.